# Henry Mayr-Harting
Henry Maria Robert Egmont Mayr-Harting (* 6. April 1936 in Prag) ist ein britischer Historiker.

Mayr-Harting besuchte das Merton College in Oxford, wo er 1957 den Bachelor und 1961 den D.Phil erwarb (Dissertation: The Bishops of Chichester and the Administration of Their Diocese, 1075–1207: with a Collection of Acta). Seine akademische Laufbahn begann an der University of Liverpool als Assistant Lecturer und Lecturer in mittelalterlicher Geschichte (1960–1968), bevor er nach Oxford zurückkehrte. Dort war er Fellow und Tutor am St Peter’s College (1968 bis 1997), Lecturer am Merton College (1976 bis 1997), Slade Professor of Fine Art (1987/88) und Reader in mittelalterlicher Geschichte (1993 bis 1997). Im Jahr 1997 wurde er zum Regius Professor of Ecclesiastical History (Lehrstuhl für Kirchengeschichte) und lay canon von Christ Church ernannt; 2003 wurde er emeritiert.
Mayr-Harting forscht und lehrt vor allem zur Kirchengeschichte des Mittelalters; einer seiner Arbeitsschwerpunkte ist das Zeitalter der Ottonen und insbesondere die ottonische Buchmalerei. 
Für seine Forschungen erhielt er zahlreiche Ehrungen und Mitgliedschaften. 1992 wurde er Fellow der British Academy. Seit 2001 ist er korrespondierendes Mitglied der Österreichischen Akademie der Wissenschaften. Ihm wurden von der Lawrence University (1998), der University of the South (1999) und der University of East Anglia (2009) Ehrendoktorwürden verliehen.

## Schriften
- Church and cosmos in early Ottonian Germany. The view from Cologne. Oxford University Press, Oxford 2007, ISBN 0-19-921071-3.
- Ottonian book illumination. An historical study. 2. Auflage. Harvey Miller, London 1999, ISBN 1-87250-174-5.
- Ottonische Buchmalerei. Liturgische Kunst im Reich der Kaiser, Bischöfe und Äbte. Übersetzt aus dem Englischen von Rainer Zerbst. Belser, Stuttgart 2001, ISBN 3-7630-1216-8.
- The coming of christianity to Anglo-Saxon England. Batsford, London 1972, ISBN 0-7134-1360-3.